# 5793 Ringuelet
Az 5793 Ringuelet (ideiglenes jelöléssel 1975 TK6) a Naprendszer kisbolygóövében található aszteroida. Felix Aguilar Observatory fedezte fel 1975. október 5-én.